# Combattant de Tirlemont
Le combattant de Tirlemont est une race de poule domestique, dont les coqs sont élevés pour le combat. C'est une sous-race du combattant de Liège, son standard étant identique, à l’exception de la pigmentation qui est moins prononcée.

## Origine
Cette race est originaire de la région de Tirlemont (en néerlandais Tienen), dans la province du Brabant flamand  en Belgique.  

## Sources
- Le Standard officiel des volailles (Poules, oies, dindons, canards et pintades), édité par la SCAF.
- Le Standard des races belges (Belgique).